# Peixe-cirurgião
O peixe-cirurgião (Acanthurus chirurgus) é uma espécie de peixe nectônico costeiro de águas rasas que mede cerca de 35 centímetros.
Este peixe tem hábitos diurnos e se alimenta principalmente de algas e detritos orgânicos encontrados em areias compactadas ou em fundos rochosos. Eles formam pequenos grupos e são frequentemente encontrados com peixes-barbeiros (Acanthurus bahianus), que também se alimentam de algas.